# Liste des voitures de série les plus rapides au monde

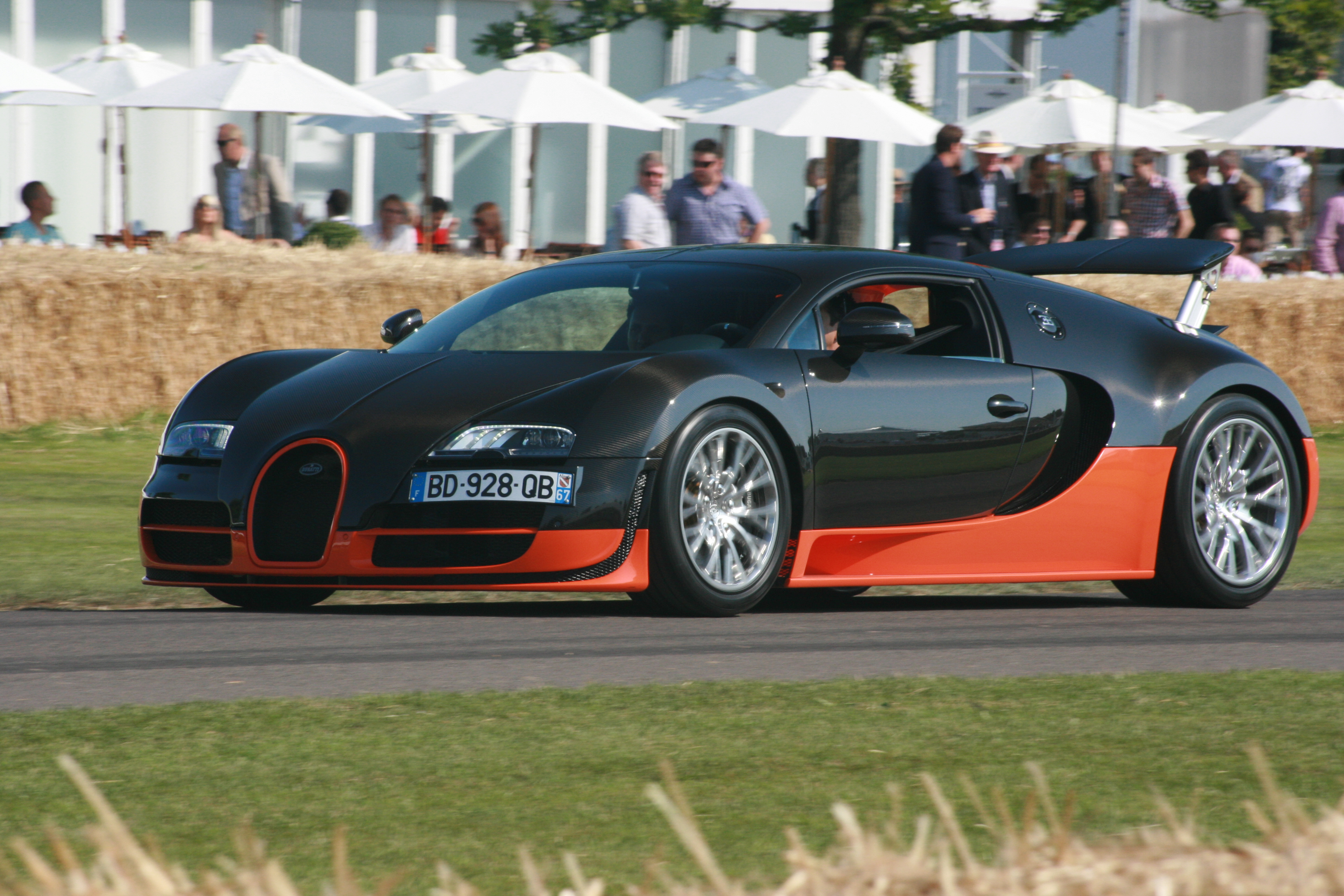
La Bugatti Veyron 16.4 Super Sport, la voiture de série la plus rapide homologuée par le Livre Guinness des records.

La liste des voitures de série les plus rapides au monde répertorie les records de vitesse établis de manière chronologique par des voitures de série non-modifiées et non-préparées. Le terme « voiture de série » est indéfini ; il s'applique ici aux véhicules ayant été produits à au moins trente exemplaires.
La voiture de série la plus rapide au monde est la Bugatti Chiron SuperSport 300+ avec une vitesse de pointe de 490 km/h.

## Liste
| Année | Marque et modèle           | Vitesse maximale (km/h) | Exemplaires produits | Commentaires |
| ----- | -------------------------- | ----------------------- | -------------------- | --- |
| 1878  | Amédée Bollée La Mancelle  | 42                      | 50                   | Seconde automobile d'Amédée Bollée. Première voiture commercialisée en série. |
| 1894  | Benz Velo                  | 20                      | 1 200                | Considérée comme la première voiture produite en série, et standardisée. |
| 1949  | Jaguar XK120               | 200,5                   | 12 000               | Une version modifiée a atteint 219 km/h lors d'un test effectué par le pilote d'essai de la marque, Ron « Soppy » Sutton,. 12 000 modèles produits de 1948 à 1954.                                                                          |
| 1955  | Mercedes-Benz 300 SL       | 242,5                   | 1 400                | Certains pilotes ont affirmé pouvoir atteindre 259 km/h. En 2005, un modèle modifié a atteint 240 km/h. 1 400 exemplaires produits de 1954 à 1957.                                                                                          |
| 1961  | Jaguar Type E S1 3,8       | 245                     | 72 000               | Testée par Autocar. Différents modèles produits de 1961 à 1975 pour un total de 72 000 exemplaires. |
| 1963  | Iso Rivolta Grifo A3/L 327 | 259,                    | Plus de 400          | Testée par le magazine Autocar,. Plus de 400 modèles produits. |
| 1966  | Lamborghini Miura P400     | 275                     | Plus de 750          | Testée par Motor. Plus de 750 exemplaires construits de 1966 à 1973, incluant la P400, P400 S, P400 SV. |
| 1968  | Ferrari 365 GTB/4 Daytona  | 281                     | ± 1 400              | Testée par Autocar. |
| 1984  | Ferrari 288 GTO            | 306                     | 272                  | 272 produites de 1984 à 1986. |
| 1986  | Porsche 959 Sport          | 317                     | 337                  | La vitesse a été enregistrée avec un des six exemplaires de la Porsche 959 Sport. Le reste des 337 exemplaires de la production (1986-1989) sont des versions 959 Touring qui ont une vitesse maximum de 314 km/h.                          |
| 1987  | Ferrari F40                | 325                     | 1 311                | Testée par le magazine Quattroruote. 1 311 exemplaires produits entre 1987 et 1992. |
| 1990  | Lamborghini Diablo         | 327                     | 2 884                | Testée par le magazine Road & Track. La production de la Diablo, toutes versions confondues, est de 2 884 exemplaires entre 1990 et 2001.                                                                                                   |
| 1991  | Bugatti EB110 GT           | 336                     | 95                   | Testée par le magazine Road & Track. Mesurée par Auto, Motor und Sport Magazine, une vitesse de 342 km/h a été enregistrée par Bugatti au circuit de Nardò (Italie) avec les rétroviseurs enlevés. 95 ont été produites entre 1991 et 1995. |
| 1992  | Jaguar XJ220               | 349,38                  | 281                  | Vitesse enregistrée par Jaguar lors d'un test mené par le pilote britannique Martin Brundle sur la piste d'essais de Nardò. 281 exemplaires construits entre 1992 et 1994.                                                                  |
| 1998  | McLaren F1                 | 386,40                  | 106                  | En test d'usine, la McLaren F1 a atteint la vitesse de 371,8 km/h sur la piste d'essai de Nardò. En mars 1998, avec le limiteur désactivé, elle a atteint 386,40 km/h.                                                                      |
| 2005  | Bugatti Veyron 16.4        | 408,47                  | 300                  | Le record de vitesse a été enregistré et authentifié le 19 avril par des agents officiels. |
| 2010  | Bugatti Veyron Super Sport | 431,072                 | 30                   | 30 exemplaires construits dont seulement cinq sont capables d'atteindre cette vitesse de pointe (la vitesse est limitée électroniquement à 415 km/h sur les exemplaires destinés à la vente),.                                              |

## Autres
| Année | Marque et modèle                | Vitesse maximale (km/h) | Exemplaires produits | Commentaires |
| ----- | ------------------------------- | ----------------------- | -------------------- | --- |
| 1926  | Bugatti Royale                  | 200                     | 7                    | Supposée être la première voiture capable d'atteindre les 200 km/h,. L'une des sept construites, le « Coupé du patron », était la voiture personnelle d'Ettore Bugatti.                                                        |
| 2005  | Koenigsegg CCR                  | 387,87                  | 14                   | Réalisé le 28 février sur la piste de Nardò. |
| 2007  | SSC Ultimate Aero               | 412,33                  | 15                   | Record réalisé le 13 septembre à West Richland, dans l'État de Washington (ville du siège de Shelby Super Cars), et homologué par le Livre Guinness des records le 9 octobre                                                   |
| 2014  | Hennessey Venom GT              | 435,22                  | 11                   | Réalisé en février, ce record n'est pas homologué par le Livre Guinness des records, lequel demande deux mesures en sens inverse dans la même heure (pour annuler l’influence du vent).                                        |
| 2017  | Koenigsegg Agera RS             | 447                     | 25                   | Le record a été établi le 4 novembre, sur la Route 160 dans l'État du Nevada (États-Unis),. |
| 2019  | Bugatti Chiron Super Sport 300+ | 490,484                 | 30                   | Le 2 août, un prototype de la Super Sport 300+ de Bugatti a été la première voiture à franchir le seuil mythique des 300 mph (483 km/h). Bugatti a en outre établi un nouveau record de vitesse qui a été certifié par le TÜV. |
| 2020  | Hennessey Venom F5              | >480                    | 24                   | En cours de production. Pas de test routier réalisé. |
| 2021  | SSC Tuatara                     | 455,3                   | 100                  | Record réalisé le 17 janvier 2021. Vitesse enregistrée dans un seul sens, et voiture non homologuée en production. |
| 2022  | Ford GT "BADD GT"               | 500,1                   | 1                    | Record réalisé sur le Kennedy Space Center en Floride |